# Abchazi

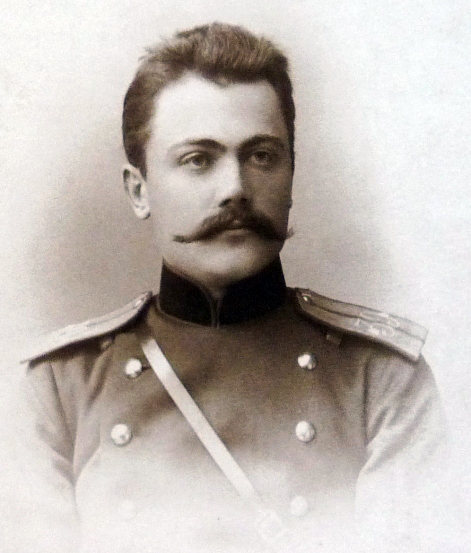
Prins Konstantine Abkhazi (1867-1923)

Abchazi (ook: Abchazov of Abkhazi) is een prinselijk geslacht uit Georgië.

## Geschiedenis
De stamreeks begint met de uit het koninkrijk Kachetië afkomstige Giorgi Beg-Abchaz aan wie in 1654 de titel van prins werd toegekend. Adelserkenning vond plaats door senaatsbesluiten van 1826 en 1827. Het geslacht staat ingeschreven op de 5e lijst van prinselijke adel van de regering van Tbilisi.
In 1979 woonde een lid van het geslacht, prins Dimitri Abkhazi, in Cannes terwijl een ander, prins Nicolas Abkhazi, in Canada woonde.